# Alfred Maës
Pour les articles homonymes, voir Maes.
Alfred Maës (né le 15 juillet 1875 à Saint-Omer, dans le Pas-de-Calais, et mort le 17 août 1941 à Lens) est un homme politique français 

## Biographie
Alfred Maës est né dans une famille nombreuse et modeste du Pas-de-Calais. Orphelin très jeune, il travaille à la mine de Lens. Il devint mineur de fond, tout d'abord dans la fosse n°2 puis dans la fosse n°11. A son retour du service militaire il fut affecté à la fosse n°1.
Il s'engage rapidement dans le syndicalisme. Conseiller municipal de Lens en 1904, il devient député SFIO du Pas-de-Calais de 1919 à 1940, réélu lors des élections législatives françaises de 1936 dans le Pas-de-Calais et s'investit beaucoup sur les questions minières. Il devient maire de Lens en 1928, au décès d’Émile Basly. Il est en même temps président de la caisse de secours des mineurs de Lens et président de la Fédération des mineurs du Nord et du Pas-de-Calais. En tant que député il siège à la commission des mines.
Le 10 juillet 1940, il ne prend pas part au vote des pleins pouvoirs au maréchal Pétain.
Une école et une avenue de Lens portent son nom.